# Élias Robert
Élias Robert, pseudonyme de Louis-Valentin Robert, est un sculpteur français né à Étampes le 6 juin 1821, et mort le 29 avril 1874 à Paris.

## Biographie
Louis-Valentin Robert est le fils de Claude Valentin Robert, marchand chaudronnier, et de Marie Rose Jacquemard.
Admis aux Beaux-Arts de Paris, il est élève de David d'Angers et de James Pradier.
Il débute au Salon de 1845 et remporte une médaille d'or en 1847.
Il exécute de nombreuses commandes à Paris, entre autres pour le palais du Louvre,(statues de Jacques Cœur (1857) l'Industrie (1857), la Science, Rabelais (1857), La Musique (1857) Cariatides (1857), Phryné (1860) , La Tour d'Auvergne), l’opéra Garnier (cariatides),,, le palais de l'Industrie, (fronton La France couronnant l'Industrie et les Arts (1855), transféré au parc de Saint-Cloud), l'École des mines de Paris (fronton), , la gare d'Austerlitz (statues de l'Agriculture et de l'Industrie), le Conservatoire national des arts et métiers (statues de l'Art et de La Science en 1851,, décor de plafond d'escalier (1860-1861), statues d'Olivier de Serres et Jacques Vaucanson (1862-1864)), l'Ecole des Beaux-Arts (médaillon de l'architecte Blouet), les Magasins réunis, place de la République (Cariatides Le Commerce et l'Industrie,), la fontaine Saint-Michel (statue de la Justice),, le tribunal de commerce (statue de La Loi), le théâtre du Châtelet (statue du Drame) et le théâtre de la ville, place du Châtelet (médaillons de La Composition musicale et de l'Exécution musicale). Au cimetière du Montparnasse  : médaillon en bronze pour le tombeau de Madame Delafontaine et buste en bronze du docteur Vigla.
Il est aussi l’auteur en province et à l'étranger, d'une statue du comte de Persigny pour la ville de Roanne en 1852, de portraits des généraux Pajol et Bailly pour la ville de Versailles en 1853, d'un buste en marbre de l'amiral Blanquet du Chayla, commandé par le ministre d'État pour les galeries de Versailles (1858),, d'un buste en marbre de Charles Bonaparte père de l'Empereur Napoléon 1er pour le musée de Versailles (1859), d'un Monument à Étienne Geoffroy Saint-Hilaire à Étampes inauguré le 11 octobre 1857,, de cariatides de la salle du théâtre d'Etampes et possiblement d'une statue de la nymphe Louette, du Monument au maréchal Jourdan inauguré le 30 septembre 1860 à Limoges,,,, , de statues pour l'ancienne gare d'Orléans (cour du Départ en 1868), de trois figures en pierre formant Christ en majesté entre deux saints pour la façade de l'église de Saint-Germain-lès-Corbeil, du Monument à Pedro IV à Lisbonne,, et de quatre groupes de cariatides de la façade de l'Académie de Musique à Philadelphie en 1857
Il épouse Julie Rebecca Legrand (03/11/1837 à Paris (2e arrondissement)-15/04/1926 à Paris (8e arrondissement)). 
Il est nommé chevalier de la Légion d'honneur par décret impérial no 7134 du 15 mars 1858,.
Élias Robert meurt des suites d'une maladie de cœur le 29 avril 1874 à son domicile au 154, rue de la Tour à Paris,,,,.
Sa veuve fait don en novembre 1874 à la ville d'Étampes des œuvres restées dans l'atelier de son  mari et favorise ainsi la création du musée de cette ville,. Parmi les oeuvres conservées dans ce musée on trouve un buste de Charles Thoret, un buste d'home en Hermès,, un médaillon d'Alexandre de Humboldt, des hauts-reliefs aux armes de la ville d'Etampes,un buste de Louis Delaunay, une statuette du maréchal Monceyqui servit sans doute au projet présenté à la ville de Paris en 1864 et refusé, un groupe allégorique de la défense de Paris,, un buste de Madame Edouard Hervé, un buste d'Aimé Darblay, un buste d'Amédée de Viart, une statue équestre de Jeanne d'Arc, un buste de Jean Léon Gérôme, un bas-relief de scène de bataille pour un monument à élever au Pérou, et un ensemble de plâtres sculptés

## Hommage
Il existe à Étampes, une rue Élias Robert en son honneur.

## Salons

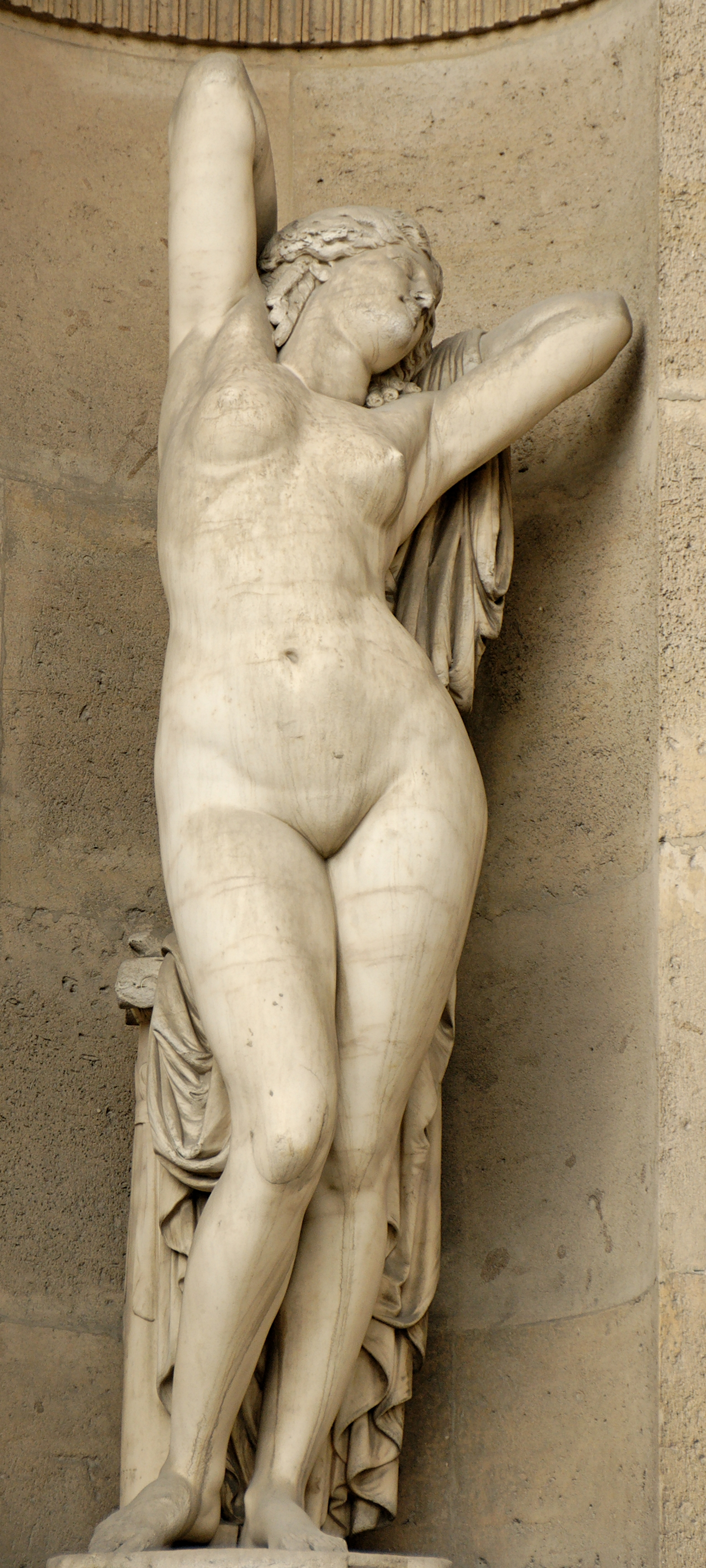
Phryné (1855), Paris, palais du Louvre.

- 1845 : Buste de Mme la comtesse de L.C (plâtre, catalogue n°2163) ; Buste de M. L. B (plâtre, catalogue n°2164).
- 1846 : Statue L'enfant-Dieu[87] (plâtre, catalogue n°2229).
- 1847 : Statue L'enfant-Dieu[88] (marbre, catalogue n°2155) acquise par l'Etat en 1849 pour 4000 francs (arrêté du 21 septembre 1849)[89],[90].
- 1850 : Buste de Mlle A.B (marbre, catalogue n°3578).
- 1852 : Buste de Houdon statuaire (marbre, catalogue n°1524) acquis par l'Etat pour 2400 francs (arrêté du 12 janvier 1850)[91],[92].
- 1853[93] : Buste de M. le comte de Persigny, ministre de l’Intérieur (marbre, catalogue n°1486) ; Buste du comte Pajol, général en chef (marbre, catalogue n°1487) ; Buste du comte Bailly de Monthion, major-général (marbre, catalogue n°1488).
- 1855[94] : Statue L'Enfant-Dieu (marbre, catalogue n°4556) ; Phryné (statue en marbre, catalogue n°4557) ; Buste de M. de Rouville, directeur de la Compagnie du Palais de l’Industrie (marbre, catalogue n°4558)[95] ; Buste de M. de Rouville fils (marbre, catalogue n°4559).
- 1857[96],[42]: Cariatides (groupe en pierre, livret p.483) ; Jacques Cœur (statue en pierre, livret p.483) ; La France couronnant l'Art et l'Industrie (groupe colossal en pierre, livret p.483)[97] ; La Science (statue en pierre, livret p.483) ; L'Industrie (statue en pierre, livret p.483) ; Rabelais (statue en pierre, livret p.483)[98],[95] ;  La Fortune (statue en bronze, catalogue n°3075)[99],[100]; Cariatides (petits groupes en plâtre, catalogue n°3076, 3077, 3078, 3079) ; Buste du docteur François Chaussier[101] (marbre, catalogue n°3080) ; Buste de Rabelais (marbre, catalogue n°3081) ; Buste de Mlle M.B (marbre, catalogue n°3082).
- 1859 : Étude, buste (marbre, catalogue n°3464) ; Étienne Geoffroy Saint-Hilaire (statue en marbre pour la ville d'Étampes, livret p.532) ; Buste de Mlle T… (plâtre, n°3468) ; Buste de Mme Delafontaine (marbre, catalogue n°3463) (médaillon en bronze pour son tombeau au cimetière Montparnasse[39]) ; Mme la comtesse F. de la Villegontier (statuette en plâtre, catalogue n°3465) ; Buste de Mme Madeleine Brohan[102] , sociétaire de la Comédie-Française (marbre, catalogue n°3462) ; Buste de Mme S.H… (plâtre, ouvrage exécuté dans les Monuments publics, catalogue n°3469) ; Buste du docteur Alexandre Magne (plâtre, catalogue n°3467) ; Buste du docteur Vigla (plâtre, catalogue n°3466).
- 1861 : les quatre angles du plafond du grand escalier du Conservatoire des arts et métiers (livret, p. 555) ; Déidamie[103] (statue en marbre, ouvrage exécuté pour les Monuments publics, catalogue n°3579) ; La Justice, statue pour la fontaine Saint-Michel à Paris (bronze, livret p.555) ; Le Maréchal Jourdan (statue en bronze pour la ville de Limoges, livret p.555)[65].
- 1863 : Le Drame, statue pour le théâtre impérial du Châtelet (pierre, livret p.412) ; Buste de Mme D…[104] (marbre, catalogue n°2544) ; Buste de Mme E.R… (marbre, catalogue n°2543).
- 1864 : fronton composé de trois figures et accessoires, deux motifs avec enfants et six têtes pour l'École des mines de Paris (livret p.547) ; La Loi, statue pour une façade du tribunal de commerce de Paris (pierre, livret p.547) ; Buste de Mme B… (plâtre, catalogue n°2750) ; trois figures en pierre pour la façade de l'église de Saint-Germain-lès-Corbeil (livret p.547).
- 1868 : statues de L'Agriculture et de L'Industrie pour la gare du chemin de fer d'Orléans (pierre, livret p.547) ; deux cariatides et un fronton Le Commerce et l'Industrie pour les Magasins réunis (pierre, livret p.574) ; Buste de Mlle L. R… (plâtre, catalogue n°3823) ; Buste de Mme la vicomtesse de Viart (marbre, catalogue n°3822) ; deux cariatides pour une façade latérale du théâtre de l'Opéra (pierre, livret p.574).
- 1872 : Buste de Léon Laurent-Pichat[105],[106],[107] (marbre, catalogue n°1834) ; Buste du docteur Vigla (marbre, catalogue n°1833) (version en bronze pour son tombeau, cimetière Montparnasse[39]).
- 1873 : La Comédie (Statue en marbre, catalogue n°1859) ; Buste de Louis-Arsène Delaunay, sociétaire de la Comédie-Française (plâtre, catalogue n°1860).
- 1875 (posthume) : Buste de M. Darblay (marbre, catalogue n°3366) ; Projet de couronnement de l'arc de triomphe de l'Étoile[108],[109],[110](plâtre, catalogue n°3365).

Œuvres d'Élias Robert
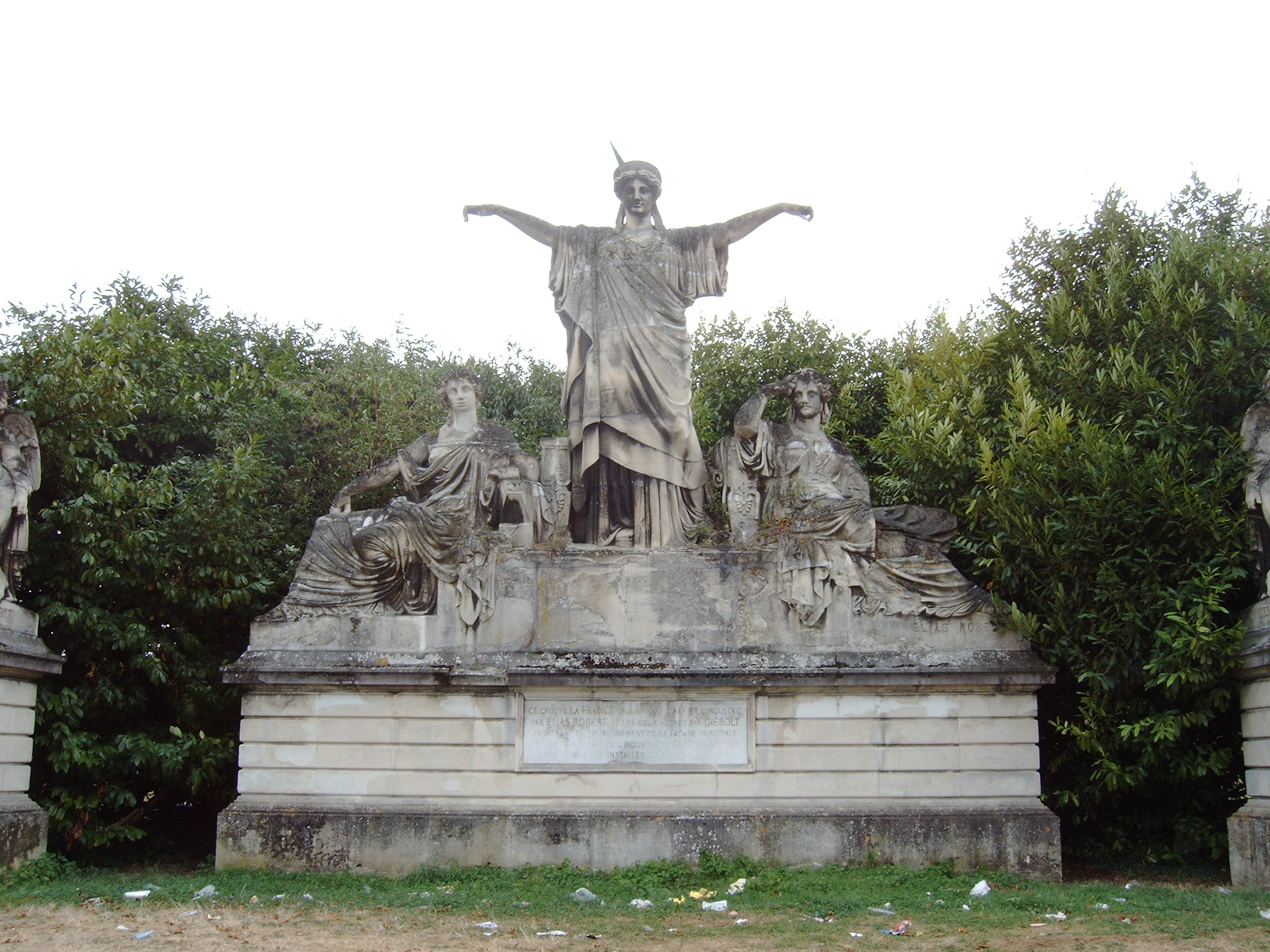
La France couronnant l'Art et l'Industrie (1855), parc de Saint-Cloud.
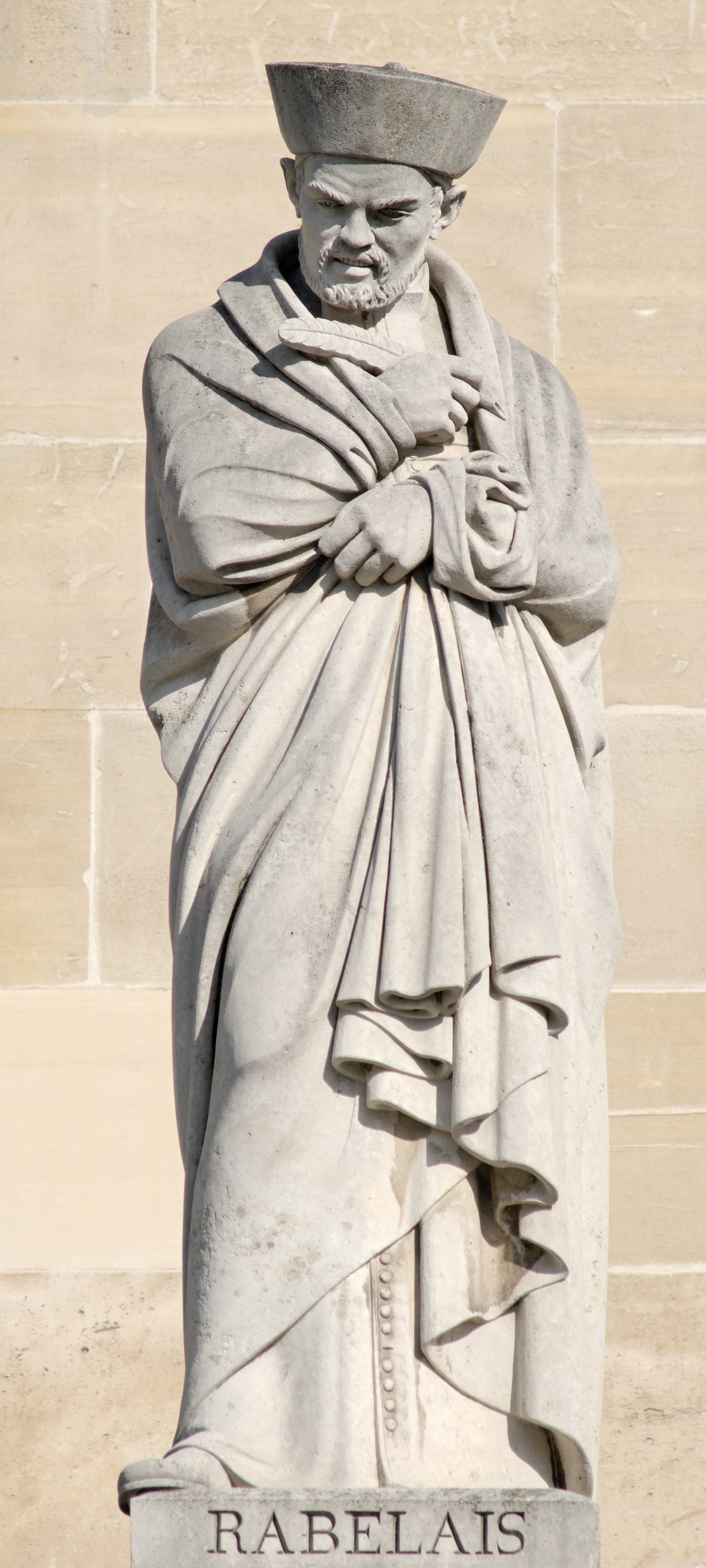
Rabelais  (1857), Paris, palais du Louvre.
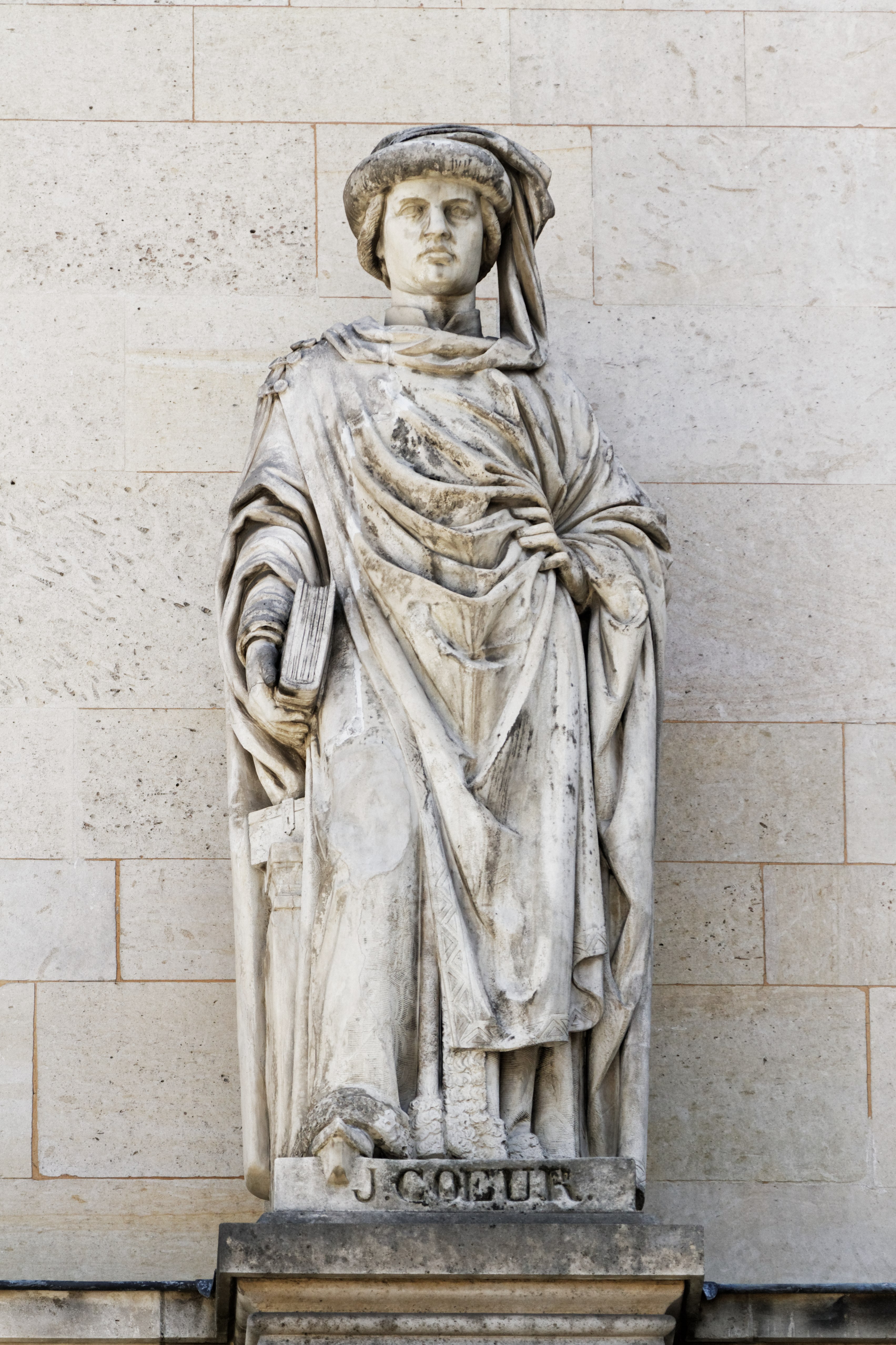
Jacques Cœur (1857), Paris, palais du Louvre.
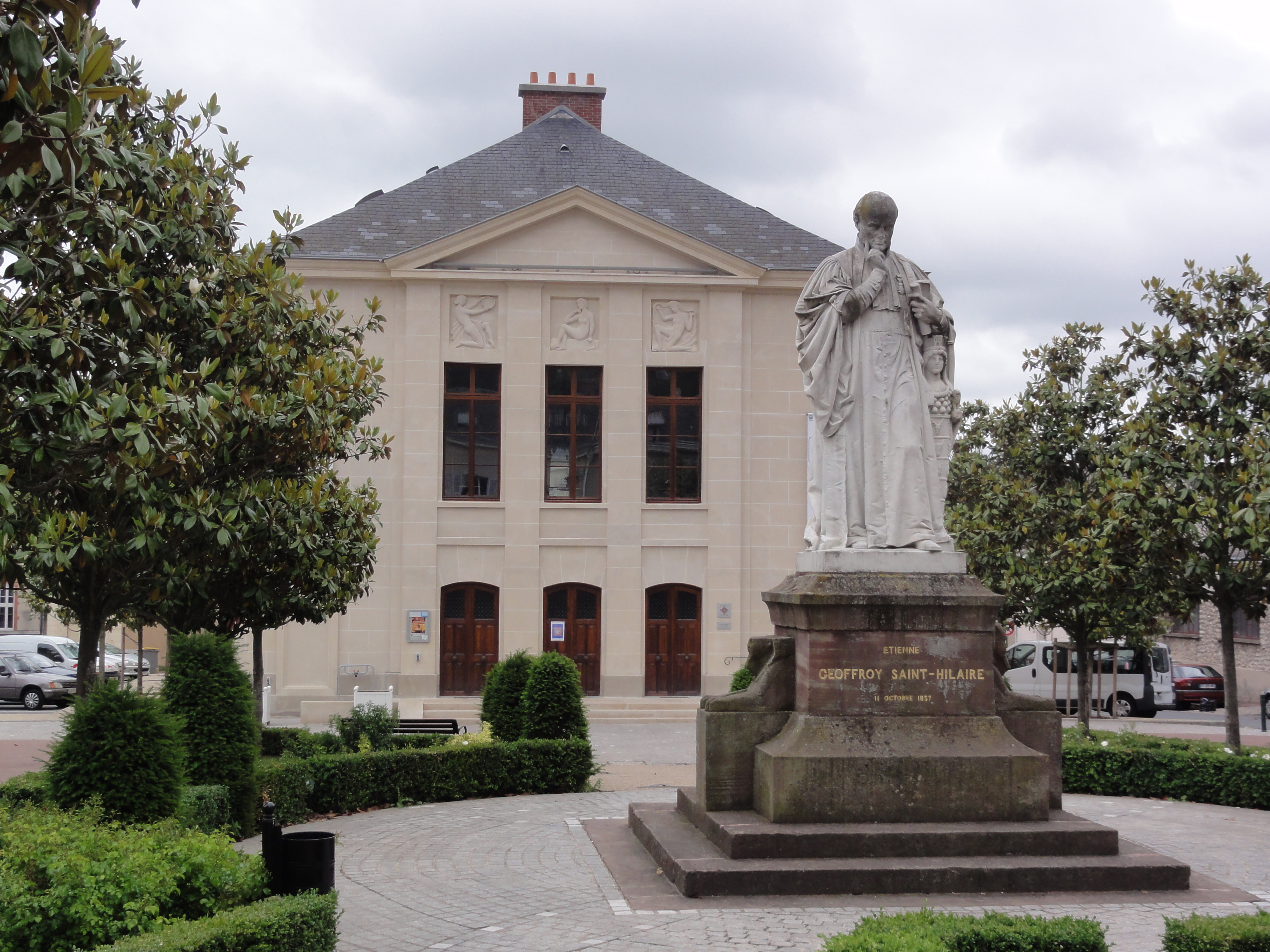
Monument à Étienne Geoffroy Saint-Hilaire (1859) et théâtre d'Etampes (1852).
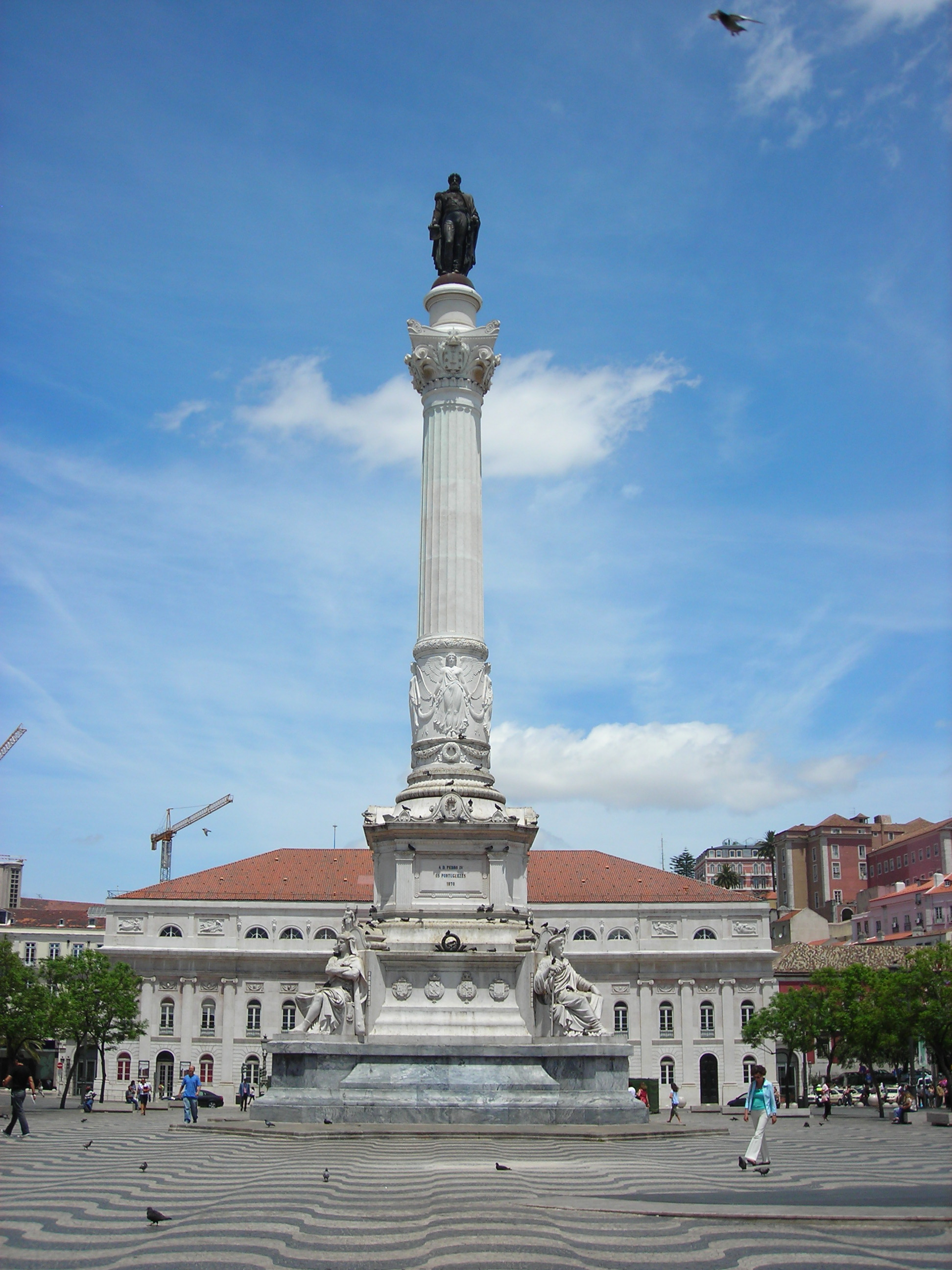
Monument à Pedro IV (1870), Lisbonne.